# Космериди, Спиридон Георгиевич
Спиридон Георгиевич Космериди (род. 25 декабря 1928, Краснодар) — доктор архитектуры, профессор Казахской головной архитектурно-строительной академии (КазГАСА), Заслуженный архитектор Казахской ССР, академик Международной академии архитектуры Казахстана, академик Проектной академии «KAZGOR», председатель Совета общества греков «Эос» г. Алматы, член Ассамблеи народа Казахстана, член Совета зарубежных греков (САЕ) Азии-Африки, член антиковедов Казахстана, член Союза архитекторов Казахстана.

## Биография
В 1946 году поступил на архитектурное отделение Казахского Республиканского строительного техникума и окончил его в 1950 году. В 1961 году окончил вечернее отделение факультета городского строительства и хозяйства (ГСХ) Всесоюзного заочного инженерно-строительного института (ВЗИСИ, сейчас — Московская государственная академия коммунального хозяйства и строительства) в г. Москве.
Участвовал в открытых конкурсах на проекты зданий бытового обслуживания населения, объявленных в разные годы (1954, 1968, 1970—1971 гг.) Министерством бытового обслуживания населения, Госстроем Казахской и Узбекской ССР, а также Союзом архитекторов и ЦК ЛКСМ Казахстана, Космериди С. Г. стал девятикратным лауреатом. На конкурсе в 1954 г. был удостоен одновременно двух премий, а в 1968 г. — шести премий по всем шести номинациям, в 1971 г. на конкурсе «Селу современную архитектуру» также был удостоен премии .
В 1974 году окончил аспирантуру отделения архитектуры при Казахском политехническом институте им. В. И. Ленина. В 1987 году защитил диссертацию на соискание ученой степени кандидата архитектуры в Киевском инженерно-строительном институте (КИСИ).
Космериди С. Г. является автором многих индивидуальных и типовых проектов различного назначения, по которым построено более 340 объектов в городах и селах Республики Казахстан. Среди них Дома быта в Алматы «Асем», Караганде и других городах Республики, здание Ломбарда на 800 тысяч операций в год в г. Алматы, здание ЦК ЛКСМ Казахстана, Летний театр на 3500 мест в г. Алматы и мн. др.
Космериди С. Г. является автором более 150 публикаций, научных, проектных, методических трудов и монографий.
Впервые в практике проектирования зданий бытового обслуживания населения в СССР он разработал серию проектов унифицированных типовых зданий службы быта (УТЗСБ 1-8), получивших широкое распространение в стране.
С 1969 по 1988 год Космериди С. Г. являлся членом Координационного Совета по вопросам научных исследований и проектных работ в области бытового обслуживания населения при ЦНИИЭПе торгово-бытовых зданий и туристских комплексов в Москве.
С 1957 года Космериди С. Г. — член Союза архитекторов СССР, с 1964 года — член Президиума правления Союза архитекторов Казахстана, с 1985 по 1990 годы — председатель ревизионной комиссии СА Казахстана. Более 20 лет являлся членом градостроительного Совета г. Алматы, в течение ряда лет был председателем Государственной экзаменационной комиссии (ГЭК) в Алма-Атинском архитектурно-строительном институте. Делегат IV—VII Всесоюзных съездов архитекторов СССР в Москве (1965, 1970, 1975 и 1981 гг.). Участвовал во Всесоюзных научно-практических и теоретических конференциях, посвященных вопросам совершенствования проектирования предприятий бытового обслуживания населения в городах Каунас (1969 г.), Киев (1970 г.1979 г), Москва (1978 г.1983 г.), Казань (1980 г.), Ташкент (1984 г.).
Космериди С. Г. был включен в Ежегодник Большой Советской Энциклопедии (т.22), Энциклопедию советских греков, Золотую книгу «Весь Алматы» (2001 г.), книгу «Архитектурно-строительная элита Казахстана» (2005 г.).
С 1961 по 1988 годы являлся главным инженером и главным архитектором Казахского государственного проектного и научно-исследовательского института Минбыта Казахской ССР.
С 1988 по 1990 годы — заместителем Генерального директора по проектным работам НПО «Казбыттехника».
За большой вклад в развитие архитектуры и строительства в Казахстане Указом Президиума Верховного Совета Казахской ССР от 19 мая 1978 года Космериди С. Г. было присвоено звание Заслуженный архитектор Казахской ССР.
С 1989 года и по настоящее время является председателем общества греков «Эос» г. Алматы.
В 1991 году на Учредительном съезде Всесоюзного Общественного объединения греков СССР в г. Геленджик Космериди С. Г. был избран заместителем Председателя Национального Совета греческой диаспоры СССР, одновременно работая начальником отдела по проблемам греков СССР в Национальной Палате.
В 1990 году после выхода на пенсию Космериди С. Г. был приглашен на преподавательскую работу в Алма-Атинский архитектурно-строительный институт (ААСИ).
В 1992 году решением Государственного комитета СССР по народному образованию Космериди С. Г. присвоено ученое звание доцента.
В 1996 году решением Ученого Совета КазГАСА Космериди С. Г. присвоено ученое звание академического профессора.,. Он является автором рабочих программ по дисциплине «Всеобщая история архитектуры и история градостроительного искусства».
Космериди С. Г. награжден орденом «Знак Почета» и двадцатью Государственными медалями СССР и Республики Казахстан; двумя серебряными медалями ВДНХ СССР; грамотами Союза архитекторов СССР и Союза архитекторов Казахстана; тремя Почетными грамотами Ассамблеи народа Казахстана.
Делегат II—VI Всемирных съездов греков зарубежья САЕ (г. Салоники, г. Афины (Греция) — 1997, 1999, 2001, 2002, 2003 гг.).
Делегат II и VI Всемирных съездов понтийских греков (г. Салоники, июнь 1997 г. и г. Афины, июль 2006 г.).
В 2003 г. избран членом-корреспондентом Международной академии архитектуры стран Востока (МААСВ).
В 2005 г. избран академиком Международной академии архитектуры стран Востока (МААСВ).
В 2008 году Космериди С. Г. успешно защитил диссертацию на соискание ученой степени доктора архитектуры и в этом же году был награжден «Золотой медалью» Союза архитекторов Республики Казахстан за вклад в архитектурно-градостроительную деятельность Казахстана.
В 2008 г. Космериди С. Г. присвоено звание академика Проектной академии «KAZGOR».
В 2012 г. решением Ученого Совета Головной архитектурно-строительной академии Космериди С. Г. присвоено звание Почётного профессора КазГАСА.
В 2012 г. Указом президента Греции Космериди С. Г. награжден орденом Серебряного Креста «Феникс».
В 2013 г. была издана его книга «Эссе о творчестве».
В 2013 г. вышел в свет русско-казахско-английский словарь архитектурно-строительных терминов (с толкованием на русском языке) в 4-х томах, в создании которого принимал участие в составе авторского коллектива.
В 2014 г. Космериди С. Г. был награжден золотой медалью «Бирлик» Ассамблеей народа Казахстана.
В 2015 г. Космериди С. Г. был награжден Митрополитом Астанайским и Казахстанским Александром медалью «Алгыс» (Благодарность).
В 2015 г. он также был награжден юбилейной медалью «20 лет Ассамблее народа Казахстана» и "70 лет Победы в Великой Отечественной войне (1941 г.-1945 г.) , памятным знаком „550-летие Казахского ханства“.
В 2016 г. Космериди С. Г. был награждён юбилейной медалью „ 25 лет независимости Республики Казахстан“.